# Rene Pauritsch
Rene Pauritsch (Vienna, 4 dicembre 1964) è un allenatore di calcio, dirigente sportivo ed ex calciatore austriaco, di ruolo attaccante.

## Palmarès

### Giocatore

#### Competizioni nazionali
- Erste Liga: 1

Grazer AK: 1992-1993